# Vít Müller
Vít Müller (ur. 31 sierpnia 1996 w Nymburku) – czeski lekkoatleta, płotkarz i sprinter, medalista halowych mistrzostw Europy w 2021.

## Osiągnięcia sportowe
Odpadł w eliminacjach biegu na 400 metrów przez płotki na mistrzostwach Europy juniorów w 2015 w Eskilstunie i w półfinale tej konkurencji na mistrzostwach Europy w 2016 w Amsterdamie. Zajął 8. miejsce w biegu na 400 metrów przez płotki na młodzieżowych mistrzostwach Europy w 2017 w Bydgoszczy.
Zdobył brązowy medal w sztafecie 4 × 400 metrów i odpadł w półfinale biegu na 400 metrów przez płotki na uniwersjadzie w 2017 w Tajpej. Zajął 5. miejsce w sztafecie 4 × 400 metrów na halowych mistrzostwach świata w 2018 w Birmingham. Odpadł w eliminacjach biegu na 400 metrów przez płotki i wystąpił w biegu eliminacyjnym sztafety 4 × 400 metrów na mistrzostwach Europy w 2018 w Berlinie (w finale sztafeta czeska bez Müllera w składzie zajęła 7. miejsce). Odpadł w eliminacjach biegu na 400metrów na halowych mistrzostwach Europy w 2019 w Glasgow. Zajął 5. miejsce w sztafecie 4 × 400 metrów i odpadł w półfinale biegu na 400 metrów przez płotki na uniwersjadzie w 2019 w Neapolu. Na mistrzostwach świata w 2019 w Dosze odpadł w półfinale biegu na 400 metrów przez płotki i eliminacjach sztafety 4 × 400 metrów.
Zdobył srebrny medal w sztafecie 4 × 400 metrów (w składzie: Müller, Pavel Maslák, Michal Desenský i Patrik Šorm) oraz odpadł w eliminacjach biegu na 400 metrów na halowych mistrzostwach Europy w 2021 w Toruniu. Odpadł w półfinale biegu na 400 metrów przez płotki i eliminacjach sztafety 4 × 400 metrów na igrzyskach olimpijskich w 2020 w Tokio. Zajął 5. miejsce w sztafecie 4 × 400 metrów na halowych mistrzostwach świata w 2022 w Belgradzie. Odpadł w eliminacjach biegu na 400 metrów przez płotki na mistrzostwach świata w 2022 w Eugene.
Był mistrzem Czech w biegu na 400 metrów przez płotki w latach 2017 i 2019–2022 oraz wicemistrzem w tej konkurencji w 2016. W hali był mistrzem Czech w biegu na 400 metrów w 2021 oraz brązowym medalistą na tym dystansie w 2016, 2017 i 2022 i w biegu na 200 metrów w 2020.
Jest aktualnym (sierpień 2023) rekordzistą Czech w męskiej sztafecie 4 × 400 metrów na otwartym stadionie z czasem 3:00,99 (26 sierpnia 2023 w Budapeszcie).
Złoty medalista igrzysk europejskich w mieszanej sztafecie 4 x 400 metrów.

## Rekordy życiowe
Rekordy życiowe Müllera:
- bieg na 400 metrów – 46,44 s (15 sierpnia 2020, Zlin)
- bieg na 400 metrów (hala) – 46,22 s (19 lutego 2023, Ostrawa)
- bieg na 400 metrów przez płotki – 49,26 s (27 czerwca 2021, Zlin)